# Malcolm Dixelius
Johan Malcolm Dixelius, född 23 april 1948 i Frösö församling i Jämtland, är en svensk journalist och dokumentärfilmare.

## Biografi
Malcolm Dixelius är son till lagmannen Lars Dixelius och grevinnan Ulrika Hamilton. Han gjorde värnplikten vid Tolkskolan och studerade ryska och engelska vid Uppsala universitet 1969–1970. Därefter gick han Journalisthögskolan i Göteborg 1970–1972. Han började sin bana som TV- och radioreporter vid Västnytt i Göteborg följt av Mittnytt i Sundsvall. Han har varit biträdande chef och utrikeschef för Aktuellt samt Moskvakorrespondent 1979–1984 och 1990–1994.
Efter sin tid på Sveriges Television och Sveriges Radio övergick Dixelius 1993 till att göra dokumentärfilm på eget bolag, Dixit International. Bland de filmer han regisserat eller producerat återfinns Rysk maffia, CCCP Hockey, Lasermannen – dokumentären och Frihetens bittra smak. För TV4 producerade han under 1999–2001 utrikesmagasinet pangea.nu. Från 2003 har Dixelius också varit engagerad i Deep Sea Productions där han bland annat producerat serien Vrakletarna (2007), samt regisserat och producerat dokumentärfilmer som DC-3:ans sista färd, Kokvinnorna och Mars Makalös.
Dixelius har skrivit två böcker om rysk organiserad brottslighet tillsammans med den ryske journalisten och författaren Andrej Konstantinov. 2023 utkom han med den självbiografiska boken Den förryskade svenskens bekännelser. Han är också verksam som föreläsare och reseledare.
Dixelius är en av grundarna till föreningen Baltic to Black Sea Documentary Network, som stöder dokumentärfilmare i Ukraina, Belarus, Moldavien, Georgien, Armenien och Azerbajdzjan. 
År 2015 blev han ordförande för filmfonden Stiftelsen Malik Bendjellouls minne.